# Bird Island (San Francisco)
Pour les articles homonymes, voir Bird Island (homonymie).
Bird Island est une île située dans la baie de San Francisco, dans le comté de Marin, non loin du phare de Point Bonita.

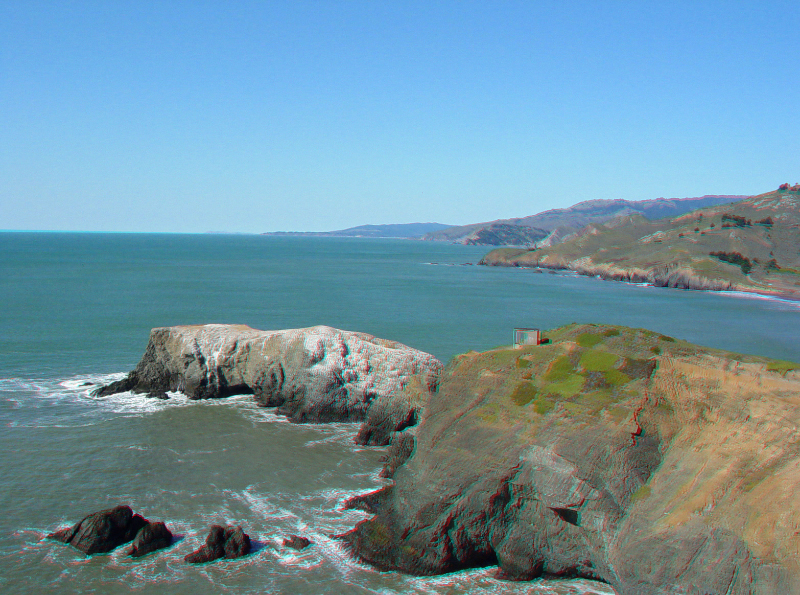
Anaglyphe de Bird Island en Californie.

Son importante fréquentation d'oiseaux, notamment d'oiseaux de mer en fait un lieu favorable à l'observation ornithologique.